# Departaments d'Hondures
Els Departaments d'Hondures són la divisió territorial de primer ordre en què s'organitza la República d'Hondures.
En total, hi ha 18 departaments a Hondures, que estan dividits en 298 municipalitats. Una de les municipalitats de cada departament és la seva capital i, en ella, hi resideix el governador del departament que és nomenat pel President de la República.
La llista de departaments és la següent:
|     |                          |                                               |                 |
|     | Departament              | Capital departamental                         | Població (2001) |
| 1.  | Atlántida                | La Ceiba                                      | 344.099         |
| 2.  | Colón                    | Trujillo                                      | 246.708         |
| 3.  | Comayagua                | Comayagua                                     | 352.881         |
| 4.  | Copán                    | Santa Rosa de Copán                           | 288.766         |
| 5.  | Cortés                   | San Pedro Sula                                | 1.202.510       |
| 6.  | Choluteca                | Choluteca                                     | 390.805         |
| 7.  | El Paraíso               | Yuscarán                                      | 350.054         |
| 8.  | Francisco Morazán        | Districte Central (Tegucigalpa i Comayagüela) | 1.180.676       |
| 9.  | Gracias a Dios           | Puerto Lempira                                | 67.384          |
| 10. | Intibucá                 | La Esperanza                                  | 179.862         |
| 11. | Islas de la Bahía        | Roatán                                        | 38.073          |
| 12. | La Paz                   | La Paz                                        | 156.560         |
| 13. | Lempira                  | Gracias                                       | 250.067         |
| 14. | Departament d'Ocotepeque | Ocotopeque                                    | 108.029         |
| 15. | Olancho                  | Juticalpa                                     | 419.561         |
| 16. | Santa Bárbara            | Santa Bárbara                                 | 342.054         |
| 17. | Valle                    | Nacaome                                       | 151.841         |
| 18. | Yoro                     | Yoro                                          | 475.414         |

Cada departament està compost per diverses municipalitats, 298 en total, una d'elles és la capçalera departamental. Els 298 municipis s'agrupen en 52 mancomunitats. Per als propòsits estadístics, les municipalitats se subdivideixen més a fons en 3.731 llogarets, i aquestes en 27.969 caserius. En el nivell més baix, alguns caserius se subdivideixen en 3.336 barris o colònies.